# Brand z Amberu
Brand byl jedním z princů ve fiktivním světě Amber. Ve snaze uchvátit trůn Amberu se spojil s temnými silami z Dvorů chaosu a jako zrádce byl zabit.

## Životopis
Brand byl synem amberského krále Oberona a jeho třetí manželky Clarissy. Stejně jako jeho vlastní sourozenci Bleys a Fiona měl zrzavé vlasy a zelené oči. Nosil zelený jezdecký oblek, jezdil na bílém koni a patřil mu meč Werewindle (Denní meč), do jehož čepele (stejně jako do Corwinova Grayswandiru) je zapsána část Vzoru a je v něm soustředěná síla Stínů. Ze všech Oberonových potomků měl největší nadání pro magii a byl nejbystřejším Dworkinovým žákem, psal básně, maloval. Měl i na Ambeřana výjimečné schopnosti: dokázal navázat kontakt bez trumfů, četl mysl druhých či dokázal znehybnit protivníka. Ovšem podléhal značným výkyvům nálad trpěl až maniodepresivními stavy. Poté, co Corwin po prohraném souboji s Erikem zmizel z Amberu (Erik ho z obavy před Oberonovým hněvem uklidil na stínovou Zemi), začal Brand společně s Bleysem a Fionou podnikat kroky pro uchvácení trůnu. Aby vylákali Oberona z Amberu, spojili se silami ze Dvorů chaosu. Po Oberonově odchodu se však proti Brandovu tajnému triumvirátu postavil Erik společně s Cainem a Juliánem. Brand vylákal do pasti Martina, Randomova syna, jeho krví poškodil Pravzor a otevřel tak pro temné síly černou cestu ze Dvorů chaosu na Amber. S tím však nesouhlasili Bleys a Fiona. Brand se ještě pokusil zlikvidovat Corwina, kterému se na stínové Zemi začala vracet paměť. Pak Branda dostihli Bleys a Fiona, společně ho přemohli a zavřeli ve věži ve vzdáleném Stínu. Brand kontaktoval Randoma s prosbou o vysvobození, tomu se ale pokus nezdařil. Brand byl vysvobozen až po čtyřech letech společnými silami svých devíti sourozenců pod vedením Corwina, který ještě netušil, že Brand je zrádcem Amberu. Brand se následně zmocní Drahokamu soudu, s jehož pomocí chce zničit svět Amberu a vytvořit svůj nový Amber. Nejprve by však musel drahokam pronést jedním ze Vzorů, v čemž mu postupně zabrání Gérard, Llewella, Corwin a Benedikt. Na Amber se vrací Oberon, ujímá se vlády a plánuje protiútok na Chaos. Sám ale obětuje svůj život při opravě Brandem poškozeného Pravzoru, jehož zničení by znamenalo zkázu Amberu. Ve vítězné bitvě s Chaosem, později nazvané bitva Vzoropádová, je nakonec zrádce Brand zabit. 